# Мазко Олексій Григорович
МАЗКО́ Олексій Григорович (20 березня 1955, с. Кукшин Ніжинського району Чернігівської області) — український математик. Член-кореспондент НАН України, завідувач відділу Інституту математики НАН України, доктор фіз.-мат. наук, професор, лауреат Державної премії України в галузі науки і техніки (2008) та премії НАН України ім. М. В. Остроградського (2018).

## Біографічні відомості
- 20.03.1955 р. — народився в с. Кукшин Ніжинського району Чернігівської обл. в родині Мазка Григорія Андрійовича (1908—1992) та Мазко Дарії Кузьмівни (1919 – 2004).
- 1962—1972 рр. — учень Кукшинської середньої школи Ніжинського району Чернігівської обл.
- 1972—1977 рр. — студент факультету кібернетики Київського державного університету ім. Тараса Шевченка (спеціальність «прикладна математика», диплом з відзнакою).
- 1977—1980 рр. — аспірант Інституту математики НАН України за спеціальністю «теоретична механіка».
- 1980 р. — кандидат фізико-математичних наук (дисертація «Второй метод Ляпунова в задачах управления спектром», 01.02.01 — теоретична механіка).
- 1980—1985 рр. — молодший науковий співробітник Інституту математики НАН України.
- 1985—1996 рр. — старший науковий співробітник Інституту математики НАН України.
- 1989 р. — вчене звання старшого наукового співробітника (01.02.01 — теоретична механіка).
- 1995 р. — доктор фізико-математичних наук (дисертація «Узагальнене рівняння Ляпунова і його застосування в задачах стійкості та локалізації спектра», 01.01.02 — диференціальні рівняння).
- з 1996 р. — провідний науковий співробітник Інституту математики НАН України.
- 2008 р. — лауреат Державної премії України в галузі науки і техніки (цикл робіт «Нові якісні методи нелінійної механіки та їх застосування для аналізу багаточастотних коливань, стійкості та проблем керування», Інститут математики НАН України, Київ).
- 2015 р. — професор (01.01.02 — диференціальні рівняння)
- 2018 р. — лауреат премії НАН України ім. М. В. Остроградського.
- 2024 р. — член-кореспондент НАН України.
- 2024 р. — завідувач відділу математичних проблем механіки та теорії керування Інституту математики НАН України.

## Наукова діяльність
Основні напрями наукових досліджень –– теорія стійкості динамічних систем, теорія керування, матричний та функціональний аналіз, диференціальні рівняння, математичні проблеми механіки. Наукові результати О. Г. Мазка розподіляються за такими напрямами:
● Узагальнення рівняння Ляпунова в теорії стійкості та локалізації спектра лінійних систем. Застосовуючи оператори Крейна-Далецького, максимально узагальнено теореми Ляпунова та Островського-Шнайдера про локалізацію та розподіл спектра матриці. Узагальнене рівняння Ляпунова ефективно застосовано в задачах стабілізації та оптимізації систем керування. Побудовано необхідні умови оптимальності у вигляді узагальненої матричної системи Атанса-Левайна, а також алгоритми стабілізації та досягнення бажаних характеристик керованих систем типу оптимальності функціоналу якості та розміщення спектра у заданій області. Ці результати застосовано при дослідженні моделей авіаційної і космічної техніки.
● Теорія інерції для лінійних матричних рівнянь та операторів. Розроблено теорію трансформацій та інерції для класу лінійних матричних рівнянь загального вигляду, що включає рівняння Ляпунова та Сільвестра з теорії стійкості. При цьому узагальнено теореми Хілла і Шнайдера про розподіл спектра матричних сімей зі спільним перетворенням подібності до трикутного вигляду, а також ряд класичних результатів з матричного аналізу, зокрема, закон інерції Сільвестра для узагальнених конгруентних перетворень ермітових матриць та формули для індексів інерції блочних матриць з використанням операції напівобернення.
● Узагальнена спектральна задача та проблема локалізації спектра матричних функцій. На основі узагальнення спектральної задачі та введеного поняття власних пар матричних поліномів і функцій вперше побудовано аналоги рівняння Ляпунова для широких класів динамічних систем та нові методи дослідження їх спектральних властивостей. Це дало можливість застосування методів Ляпунова та його матричних інтерпретацій до важливих з практичної точки зору класів дескрипторних систем, диференціальних та різницевих систем другого порядку у формі Лагранжа, неперервних та дискретних систем із запізненням та ін. На основі узагальненої спектральної задачі запропоновано нові методи представлення розв'язків відповідних класів систем.
● Теорія робастної стійкості, стабілізація та оптимізація систем керування. Розроблено нові матричні методи стабілізації по виходу неперервних та дискретних систем керування. Встановлено конструктивні умови робастної стійкості та оцінки зважених інтегральних критеріїв якості нелінійних систем керування при наявності функціональних невизначеностей та обмежених зовнішніх збурень. Ці результати дають можливість побудови статичних та динамічних регуляторів, які гарантують не лише асимптотичну стійкість станів рівноваги систем, а й високу надійність і безпеку їх функціонування в реальних умовах. Розроблені методи робастної стабілізації та оптимізації параметрів систем в поєднанні з комп'ютерними засобами успішно продемонстровано на конкретних моделях керування механічними та технічними об'єктами.
● Теорія стійкості та порівняння динамічних систем у напівупорядкованому просторі. Розвинуто теорію стійкості позитивних та монотонних систем у просторах з конусом. Такі класи систем описано за допомогою лінійних позитивних функціоналів та похідних по конусу від нелінійних операторів. В термінах позитивно оборотних операторів встановлено критерії експоненціальної стійкості лінійних позитивних систем та умови асимптотичної стійкості станів рівноваги нелінійних систем з неперервним та дискретним часом. Розроблено новий метод побудови інваріантних множин систем у вигляді конусних нерівностей. Розвинуто метод векторних функцій Ляпунова у вигляді узагальненого принципу порівняння динамічних систем із застосуванням класу систем типу Важевського. В термінах конусних нерівностей описано умови робастної стійкості станів рівноваги узагальнених позитивних та монотонних систем.

## Основні наукові публікації
О. Г. Мазко є автором понад 150 наукових публікацій, серед них 5 монографій:
1. А. Г. Мазко. Локализация спектра и устойчивость динамических систем.– Київ: Ін-т математики НАН України, 1999.– 216 с. — (Праці Інституту математики НАН України. Т. 28).
2. A. G. Mazko. Matrix Equations, Spectral Problems and Stability of Dynamic Systems / An international book series «Stability, Oscillations and Optimization of Systems» (Eds. A.A. Martynyuk, P. Borne and C. Cruz-Hernandez). Vol. 2.— Cambridge: Cambridge Scientific Publishers Ltd, 2008.– xx+270 p.
3. А. Г. Мазко. Робастная устойчивость и стабилизация динамических систем. Методы матричных и конусных неравенств.— Київ: Ін-т математики НАН України, 2016.– 332 с.— (Праці Інституту математики НАН України. Т. 102). 
4. C. Cruz-Hernandez, A. A. Martynyuk, A. G. Mazko. (eds.)  Advances in Stability and Control Theory for Uncertain Dynamical Systems / An international book series «Stability, Oscillations and Optimization of Systems», Vol 11. – Cambridge: Cambridge Scientific Publishers Ltd, 2021.–  XXII+317 p.
5. Мазко О.Г. Матричнi методи аналiзу та синтезу динамiчних систем. – Київ: Наукова думка, 2023. – 320 с. https://doi.org/10.37863/6103136622-55
Статті в журналах:
- Mazko A.G. Evaluation of the weighted level of attenuation of external and initial disturbances in nonlinear systems // Ukrainian Mathematical Journal. — 2025. — 76, No 8. — P. 1338–1351. https://doi.org/10.1007/s11253-024-02391-y.
- Мазко О.Г. Робастна стабiлiзацiя i зважена h∞-оптимiзацiя керованих об’єктiв з екзогенними збуреннями // Нелiнiйнi коливання. — 2024. — 27, № 3. — С. 378–388. https://doi.org/10.3842/nosc.v27i2.1470.
- Мазко О.Г. Оцiнка зваженого рiвня впливу обмежених збурень на якiсть дескрипторних дискретних систем керування // Проблеми керування та iнформатики. — 2023. № 1. — С. 59–72.
- Mazko A.G. Weighted performance measure and generalized H∞ control problem for linear descriptor systems // Nonlinear Dynamics and Systems Theory. — 2022. — 22, No 3. — P. 303–318.
- Мазко О. Г. Оцiнка та досягнення зважених критерiїв якостi у дескрипторних системах керування // Укр. мат. журн.— 2022.— 74, №7.— С. 980—990.
- Mazko A.G. Robust output feedback stabilization and optimization of control systems. In: Advances in Stability and Control Theory for Uncertain Dynamical Systems (Eds.: C. Cruz-Hern´andez, A.A. Martynyuk, A.G. Mazko). — Cambridge: Cambridge Scientific Publishers Ltd, 2021. — P. 37–62.
- Mazko A.G. Robust output feedback stabilization and optimization of discrete-time control systems. In: Advances in Stability and Control Theory for Uncertain Dynamical Systems (Eds.: C.  Cruz-Hern´andez, A.A. Martynyuk, A.G. Mazko). — Cambridge: Cambridge Scientific Publishers Ltd, 2021. — P. 113–135.
- Луковський I.О., Мазко О.Г., Тимоха О.М. Огляд дослiджень з математичних проблем механiки та теорiї керування в Iнститутi математики НАН України // Укр. мат. журн. — 2021. — 73, № 10. — С. 1301—1316.
- Мазко О. Г. Зважене гасіння зовнішніх і початкових збурень у дескрипторних системах керування // Укр. мат. журн.— 2021.— 73, №10.— С. 1377—1390.
- Мазко О.Г. Зважена оцінка і пониження рівня впливу обмежених збурень у дескрипторних системах керування // Укр. мат. журн.— 2020.— 72, №11.— С. 1510—1523.
- Мазко О. Г., Котов Т. О. Оцінка зваженого рівня гасіння обмежених збурень у дескрипторних системах // Укр. мат. журн.— 2019.— 71, №10.— 1374—1388.
- Мазко О. Г. Оцінка зваженого рівня гасіння обмежених збурень у дескрипторних системах // Укр. мат. журн. — 2018. — 70, № 11. — С. 1541—1552.
- Mazko A.G. Robust Output Feedback Stabilization and Optimization of Discrete-Time Control Systems // Nonlinear Dynamics and Systems Theory. — 2018. — 18, № 1. — P. 92–106.
- Mazko A.G. Robust Output Feedback Stabilization and Optimization of Nonlinear Systems // Nonlinear Dynamics and Systems Theory. — 2017. — 17, № 1. — P. 42–59.
- Мазко А. Г., Кусий С. Н. Робастная стабилизация и оценка взвешенного подавления возмущений в системах управления // Проблемы управления и информатики.– 2016.–№ 6.– С. 71–82.
- Мазко А. Г., Кусий С. Н. Стабилизация по измеряемому выходу и оценка уровня гашения возмущений в системах управления // Нелінійні коливання.–2015. — 18, № 3.–  С. 373—387.
- Мазко А. Г. Робастная устойчивость и оценка функционала качества нелинейных систем управления //  Автоматика и телемеханика.– 2015.– № 2.– С. 73–88.
- Мазко А. Г. Критерии устойчивости и локализация спектра матрицы в терминах функций следа //  Укр. мат. журн.– 2014.– 66, № 10.– С. 1379—1386.
- Мазко А. Г., Богданович Л. В. Робастная стабилизация и оценка функционала качества нелинейных дискретных систем управления // Проблемы управления и информатики.– 2013.–№ 3.– С. 92–101.
- Mazko A.G. Positivity, robust stability and comparison of dynamic systems // Discrete and Continuous Dynamical Systems.– DCDS Supplements. Vol. 2011.– P. 1042—1051.
- Mazko A.G. Cone Inequalities and Stability of Dynamical Systems // Nonlinear Dynamics and Systems Theory.– 2011.– 11, № 3.– P. 303—318.
- Мазко А. Г., Шрам В. В.  Устойчивость и стабилизация семейства псевдолинейных дифференциальных систем // Нелінійні коливання.– 2011.– 14, № 2.– С. 227—237.
- Mazko A.G. Spectrum Localization of Regular Matrix Polynomials and Functions // Electronic Journal of Linear Algebra (ELA).– 2010.– 20.– P. 333—350.
- Мазко А. Г. Локализация собственных значений полиномиальных матриц // Укр. мат. журн.– 2010.– 62, № 8.– С. 1063—1077.
- Mazko A.G. Comparison and ordering problems for dynamic systems set // Problems of Nonlinear Analysis in Engeneering Systems.– 2010.– 16, № 1(33).–P. 1–8.
- Kovalev A.M., Martynyuk A.A., Boichuk O.A., Mazko A.G., et al. Novel Qualitative Methods of Nonlinear Mechanics and their Application to the Analysis of Multifrequency Oscillations, Stability, and Control Problems // Nonlinear Dynamics and Systems Theory.– 2009.– 9, № 2.– P. 117—146.
- Мазко А. Г. Конусные неравенства и устойчивость дифференциальных систем  // Укр. мат. журн.– 2008.– 60, № 8.– С. 1058—1074.
- Алілуйко А. М., Мазко О. Г. Інваріантні множини та порівняння динамічних систем // Нелінійні коливання.– 2007.– 10, № 2.–  С. 163—176.
- Алілуйко А. М., Мазко О. Г. Інваріантні конуси та стійкість лінійних динамічних систем // Укр. мат. журн.– 2006.– 58, № 11.– С. 1446—1461.
- Мазко А. Г. Устойчивость и сравнение состояний динамических систем относительно переменного конуса // Укр. мат. журн.– 2005.– 57, № 2.– С. 198—213.
- Мазко А. Г. Устойчивость позитивных и монотонных систем в полуупорядоченном пространстве // Укр. мат. журн.– 2004.– 56, № 4.– С. 462—475.
- Мазко А. Г. Позитивные и монотонные системы в полуупорядоченном пространстве // Укр. мат. журн.– 2003.– 55, № 2.– С. 164—173.
- Mazko A.G. Stability and comparison of systems in partially ordered space  // Problems of Nonlinear Analysis in Engeneering Systems.– 2002.– 4, № 1(15).– P. 37–48.
- Мазко А. Г. Устойчивость линейных позитивных систем  // Укр. мат. журн.– 2001.– 53, № 3.– С. 323—330.
- Мазко А. Г. Локализация спектра и представление решений линейных динамических систем // Укр. мат. журн.– 1998.– 50, № 10.– С. 1341—1351.
- Мазко А. Г. Распределение спектра и представление решений вырожденных динамических систем // Укр. мат. журн.– 1998.– 50, № 7.– С. 930—936.
- Мазко А. Г. Локализация спектра и устойчивость некоторых классов динамических систем  // Укр. мат. журн.– 1996.– 48, № 8.– С. 1074—1079.
- Мазко А. Г. Построение аналогов уравнения Ляпунова для матричного полинома  // Укр. мат. журн.– 1995.– 47, № 3.– С. 337—343.
- Мазко А. Г. Отщепление и локализация спектра матричного полинома // Докл. НАН Украины.– 1994,  № 10.– С. 15–19 (представлено акад. Ю. М. Березанским).
- Мазко А. Г. Трансформации и инерция решений линейных матричных уравнений // Укр. мат. журн.– 1993.– 45, № 1.– С. 60–68.
- Кореневский Д. Г., Мазко А. Г. Компактная форма алгебраического критерия  абсолютной (по запаздыванию) устойчивости  решений линейных дифференциально-разностных уравнений  // Укр. мат. журн.– 1989.– 41, № 2.– С. 278—282.
- Мазко А. Г. Полуобращение и свойства инвариантов матриц // Укр. мат. журн.– 1988.– 40, № 4.– С. 525—528.
- Мазко А. Г. Распределение спектра регулярного пучка матриц относительно плоских кривых // Укр. мат. журн.– 1986.– 38, № 1.– С. 116—120.
- Мазко А. Г. Оценка расположения спектра матрицы относительно плоских кривых // Укр. мат. журн.– 1985.– 37, № 1.– С. 38–42.
- Мазко А. Г. Обобщение теоремы Ляпунова для областей, ограниченных алгебраическими и трансцендентными кривыми // Автоматика.– 1985.– № 3.– С. 50–55.
- Мазко А. Г. Обобщение теоремы Ляпунова для класса областей, ограниченных алгебраическими кривыми  // Автоматика.– 1982.– № 1.– С. 89–91.
- Мазко А. Г., Навродский В. А. О построении модального регулятора с целью управления экспериментом в задачах минимаксного оценивания //Доклады АН УССР. Сер. А.– 1982.– № 5.– С. 66–69.
- Мазко А. Г. Матричный алгоритм синтеза оптимальных линейных систем с заданными спектральными свойствами //  Автоматика и телемеханика.–1981.– № 5.– С. 33–41.
- Мазко А. Г. Критерий принадлежности спектра матрицы произвольной области из некоторого класса  // Автоматика.– 1980.– № 6.– С. 54–59.
- Мазко А. Г. Матричное уравнение Ляпунова для некоторого класса областей, ограниченных алгебраическими кривыми // Автоматика.– 1980.– № 3.– С. 45–50.

## Науково-організаційна, педагогічна та видавнича діяльність
О. Г. Мазко є членом Вченої ради Інституту математики НАН України, Спеціалізованої Вченої ради Інституту механіки ім. С. П. Тимошенка НАН України та Наукової ради «Математичні проблеми механіки» при Відділенні математики НАН України; член Спеціалізованої Вченої ради Київського національного університету ім. Тараса Шевченка (2002—2012). Виконує обов'язки заступника головного редактора міжнародного наукового журналу Nonlinear Dynamics and Systems Theory (http://e-ndst.kiev.ua), є постійним рецензентом багатьох міжнародних журналів та головою секції математичних методів дослідження систем міжнародної наукової конференції Dynamical System Modeling and Stability Investigations http://www.dsmsi.univ.kiev.ua/ (м. Київ).  О. Г. Мазко приділяє велику увагу підготовці висококваліфікованих наукових кадрів. Серед його учнів 3 кандидати фізико-математичних наук. Працюючи на посаді професора Київського національного університету ім. Тараса Шевченка, прочитав курси лекцій з теорії стійкості динамічних систем та диференціальних рівнянь.